# Amtsgericht Reichenbach (Vogtland)
Das Amtsgericht Reichenbach war ein Gericht der ordentlichen Gerichtsbarkeit und eines von zwölf Amtsgerichten im Sprengel des Landgerichtes Plauen mit Sitz in Reichenbach im Vogtland.

## Geschichte
Von 1856 bis 1879 bestand in Reichenbach das Gerichtsamt Reichenbach als erstinstanzliches Gericht. Mit den Reichsjustizgesetzen wurde das Gerichtsamt Reichenbach aufgelöst und das Amtsgericht Reichenbach als Nachfolger des Gerichtsamtes eingerichtet. Der Amtsgerichtsbezirk umfasste Reichenbach, Altrottmannsdorf, Brunn bei Reichenbach, Cunsdorf bei Reichenbach, Erlmühle, Foschenroda, Friesen, Hauptmannsgrün, Lambzig, Lauschgrün, Mylau, Netzschkau, Neumark mit Polenhäusern, Oberheinsdorf, Obermylau, Oberneumark, Oberreichenbach mit grüner Linde, Römersgrün mit Raumfeld, Rotschau mit Kreuzholzhäusern, Schneidenbach mit Jägerhaus Mylau und Schotenmühle, Schönbach, Unterheinsdorf und Unterneumark. Das Amtsgericht Reichenbach war eines von zwölf Amtsgerichten im Bezirk des Landgerichtes Plauen. Der Amtsgerichtsbezirk umfasste danach 31.663 Einwohner. Das Gericht hatte damals zwei Richterstellen und war ein mittelgroßes Amtsgericht im Landgerichtsbezirk.

## Gerichtsgebäude
Das Gericht hatte seinen Sitz in dem um 1890 erbauten Gerichtsgebäude in Reichenbach (Heinrich-Heine-Straße 12). Das repräsentative Gründerzeitgebäude mit Klinkerfassade, im Stil der Neorenaissance, ist baugeschichtlich, ortsgeschichtlich und städtebaulich von Bedeutung und steht unter Denkmalschutz.